# 더아이엠씨
주식회사 더아이엠씨(영어 : The IMC Inc.)는 대한민국의 IT 기업이다. 2003년 12월 통합적마케팅커뮤니케이션 기업으로 출발했고, 2012년 데이터사이언스연구소를 설립해 텍스톰, 텍스토미 등을 개발하면서 빅데이터·AI 사업으로 그 영역을 확장했다. 국방기술품질원, 대구시, 현대자동차 등 국내 공공기관 및 기업의 빅데이터 활용 사업을 수주했고, 텍스트마이닝 솔루션인 텍스톰과 AI 기반 마케팅 지원 솔루션 텍스토미 등 다양한 빅데이터 활용 서비스를 제공하고 있다. 

## 연혁
- 2003년 12월 전채남 '(주)더아이엠씨' 설립

- 2012년 빅데이터사이언스연구소 설립
- 2013년 한국어 빅데이터 최적화 솔루션 '텍스톰' 개발
- 2013년 SNS 통합 허브 시스템 '대구톡톡' 구축[1]
- 2014년 빅데이터 기반 안전안심도시 구현을 위한 소셜 플랫폼 구축
- 2014년 빅데이터 기반 미래 예측 아카데미 개최
- 2014년 TBN 대구교통방송 공동 컨소시엄 및 업무협약 체결
- 2015년 대구시 Pre-스타기업 선정[2]
- 2015년 어패럴 커스터마이징 마케팅 솔루션 'MISP' 개발
- 2016년 빅데이터 기반 채소류 수급 예측 시스템 구축
- 2016년 TBN 대구교통방송 빅데이터 교통사고 예보 서비스 개발[3]
- 2016년 중국 귀양 빅데이터 거래소(영어 : GBDEX)와 MOU 체결[4]
- 2017년 Fashion MISP(現 텍스토미 패션) 공식 론칭[5]
- 2017년 중소벤처기업부 기술전문기업(ESP) 선정[6]
- 2017년 대구시 '콜센터 음성인식 기반 민원예보 서비스' MOU 체결 및 개발
- 2018년 대구환경공단과 MOU 체결, 한국정보화진흥원 '빅데이터와 인공지능 기술을 활용한 공공 하수처리시설 운영·관리 최적화 프로세서' 개발 및 구축[7]
- 2018년 대구테크노파크 '빅데이터 기반  소방안전예보 실증 서비스' 플랫폼 구축
- 2018년 생산성경영체제(PMS), 경영혁신형 중소기업(Main-biz) 선정
- 2018년 '교통위험도 분석방법 및 이를 포함하는 저장매체' 특허등록
- 2018년 '텍스톰 3.0' 출시, AI기반 의사결정지원 솔루션 '텍스토미' 브랜드 론칭
- 2019년 한국정보화진흥원 '교통량 기반 지능형 교통정보 관제 (2차년도)' 구축
- 2019년 한국교육학술정보원 교육정책 이슈 분석 솔루션 '텍스토미 교육' 출시
- 2019년 한국산업기술평가관리원 '빅데이터 기반 지능형 채소류 수급예측시스템' 구축[8]
- 2019년 신용보증재단 '혁신창업 플랫폼 1단계' 구축
- 2019년 국방기술품질원 '품질정보서비스 2단계' 구축[9]
- 2019년 한국관광공사 '소셜 미디어 빅데이터를 활용한 걷기여행 특성' 조사[10]
- 2020년 '텍스토미 경기도 경제' 출시
- 2020년 '텍스톰 4.0' 출시, 감정어휘 기반 분단적대성 분석 프로그램 개발
- 2020년 'AI·빅데이터 얼라이언스' 참여[11]
- 2020년 공공조달(입찰) 솔루션 '비딩톰' 개발 및 출시
- 2021년 중등 인공지능 교육 플랫폼 '에이아이톰' 출시

## 서비스

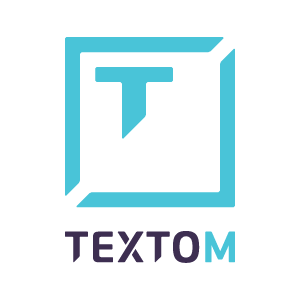
텍스톰 4.5의 로고

### 텍스톰(TEXTOM)
- 텍스트 마이닝 기술을 이용한 빅데이터 분석 솔루션으로 웹 환경에서 다음과 같은 서비스를 제공한다.

- 데이터 수집 : 네이버, 다음, 구글, 바이두, 트위터, 페이스북 외 특정 사이트를 포함한 다양한 채널에서 한국어, 중국어, 영어 등 언어의 데이터 수집 지원
- 데이터 정제 : 수집데이터 혹은 보유데이터에 관한 1-way 및 2-way 정제/분석 방법 제공 및 SPSS, UCINet 등 통계 분석 프로그램에서 활용 가능한 결과 제공
- 매트릭스 데이터 생성
- 데이터 시각화 : 결과값을 다양한 분석 목적에 따라 직관적으로 보여줄 수 있는 다양한 차트와 그래프를 제공

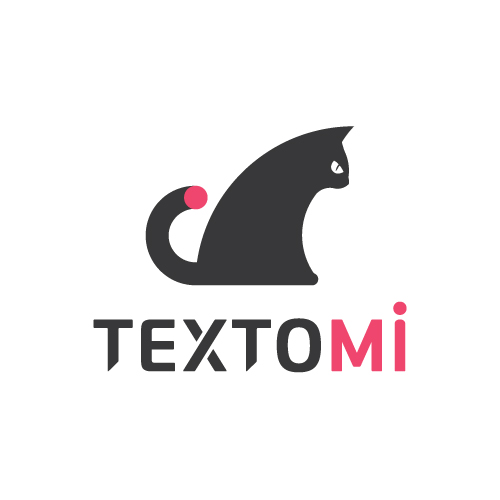
텍스토미의 로고

### 텍스토미(TEXTOMi)
- 텍스톰 엔진을 사용한 AI 기반 의사결정 지원 솔루션으로 각 주제의 주간 이슈 키워드 추출, 경쟁사 평판 분석 등의 결과를 제공한다.
- 공공기관과 기업 등에서 사용중인 솔루션 외 공개된 솔루션은 다음과 같다.

#### 텍스토미 패션
- 패션업계와 관련된 주제별, 브랜드별, 제품별 주간 키워드 추이 현황 주제별 이슈, 예측 그래프 등을 시각화된 자료로 도출해내는 기능을 제공한다.

#### 텍스토미 경기도 경제
- 대한민국 경기도 지역의 지역화폐 사용 현황, 경제관련 주간 이슈 키워드, 업황 등 지역 경제 현황을 시각화된 자료로 볼 수 있는 기능을 제공한다.

## 사업장 위치
- 본사(텍스톰 베이스) : 대구광역시 수성구 알파시티1로 35길 17, 텍스톰베이스 1층, 2층, 3층, 4층, 5층
- 서울지사 : 서울특별시 중구 을지로 50, 17층

## 같이 보기
| - 텍스톰 | - 텍스토미 |